# Диалоговый вычислительный комплекс

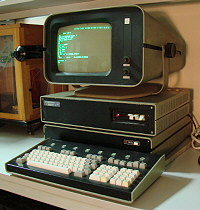
Классический вариант ДВК-2 в комплекте с терминалом 15ИЭ-00-013

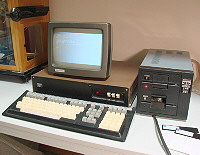
ДВК-3М2

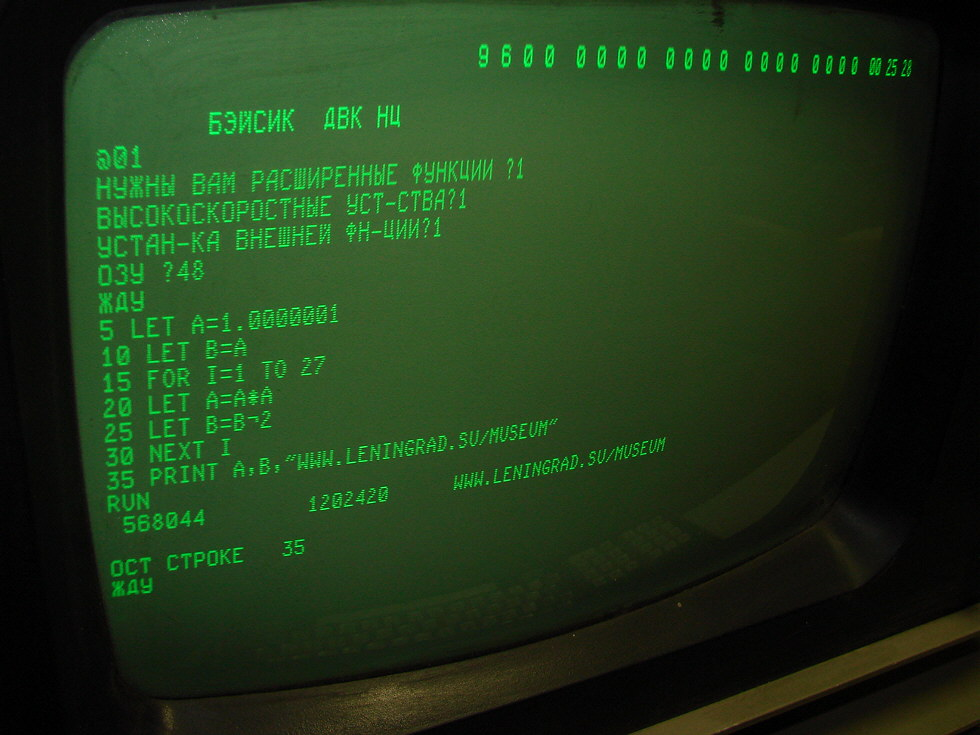
Бейсик, зашитый в ПЗУ платы Н. МС11100.1 ДВК-1

Диалоговый вычислительный комплекс (ДВК) — семейство советских ЭВМ середины 1980-х — начала 1990-х годов.
ДВК разработан в НИИ точной технологии (НИИТТ) НПО «Научный центр», г. Зеленоград. Первая модель ДВК-1 разработана в 1981 году, выпуск с 1983 года.
Архитектурно ДВК повторяют (ДВК-1 — частично) мини-ЭВМ фирмы DEC PDC-11 и PDP-11, но на более современной элементной базе, в частности с использованием однокристальных микропроцессоров.
ДВК предназначались для использования в качестве инструментальных ЭВМ для разработки и отладки программ встраиваемых микро-ЭВМ, а также в качестве терминальных устройств в вычислительных сетях, системах сбора и обработки данных и информационных системах. ДВК разрабатывались как автономные, замкнутые системы, предназначенные для использования в качестве рабочего места программиста. Наличие в ПЗУ модели ДВК-1 интерпретатора языка Бейсик позволяло использовать её для решения инженерных задач, не требующих получения распечатки результатов.
Все компьютеры семейства ДВК программно и аппаратно (по шине МПИ) совместимы с серией управляющих микро-ЭВМ Электроника-60, МС 1212 и СМ-1425. Выпускались на зеленоградском заводе «Квант» Министерства электронной промышленности СССР. Было произведено около 200 тыс. машин.
Использовались для замены устаревших мини-ЭВМ СМ-3, СМ-4, Электроника-60, Электроника-125, Электроника-79 в АСУТП, а также для обучения школьников информатике.

## Модельный ряд
| Тип ДВК | Наименование ДВК             | Наименование ДВК |
| Тип ДВК | По документации              | Упрощённое       |
| ------- | ---------------------------- | ---------------- |
| ДВК-1   | MC 0501 (НМС 01100.1)        | ДВК-1            |
| ДВК-1   | MC 0501.04 (НМС 01100.1.-04) | ДВК-1М           |
| ДВК-1   | MC 0501.03 (НМС 01100.1.-03) | ДВК-1МШ          |
| ДВК-2   | НМС 01900.01                 | ДВК-2            |
| ДВК-2   | МС 0501.02 (НМС 01100.01-02) | ДВК-2М           |
| ДВК-2   | МС 0501.05 (НМС 01100.01-05) | —                |
| ДВК-2   | МС 0501.06 (НМС 01100.01-06) | ДВК-2МШ          |
| ДВК-2   | МС 0501.07 (НМС 01100.01-07) | —                |
| ДВК-3   | МС 0502                      | —                |
| ДВК-3   | МС 0502.01                   | —                |
| ДВК-3   | МС 0502.02                   | —                |
| ДВК-3   | МС 0502.03                   | —                |
| ДВК-3   | МС 0502.07                   | ДВК-3М2          |

### ДВК-1
ДВК «Электроника Н МС 01100.1» или «Электроника МС 0501» различных модификаций выпускались на основе микро-ЭВМ МС 1201.
- Процессор: Микро-ЭВМ Н МС11100.1 или МС 1201 (МС 1201.01) на основе микропроцессора К1801ВМ1.
- Объём ОЗУ — 48 килобайт.
- Встроенный BASIC или Фокал в пользовательском ПЗУ объёмом 8 килобайт.
- Внешние накопители: нет.
- Алфавитно-цифровой терминал: 15ИЭ-00-013 или 15ИЭ-00-013-01, токовая петля 20 мА (ИРПС) 9600 бод.
- Термопринтер 15ВВП80-002, подключаемый по интерфейсу ИРПР.
- Быстродействие — около 330 тыс. оп./c.
- ДВК-1 не поддерживает команды арифметики с плавающей запятой, в отличие от Электроники 60.

В исполнениях ДВК «Электроника Н МС 01100.1» и ДВК «Н МС 01100.1-01» микроЭВМ МС 1201 (MC 1201.01) устанавливалась в корпусе дисплея 15ИЭ-00-013-01 и подключение по токовой петле 20 мА осуществлялось внутри корпуса дисплея. Эти исполнения комплектовались ПЗУ с интерпретатором Бэйсик.
Во всех остальных исполнениях ДВК-1 плата микро-ЭВМ устанавливается в отдельном блоке с собственной корзиной МПИ и блоком питания (в документации именуется «блок сопряжения»). В этот же блок сопряжения могут устанавливаться контроллеры КНГМД, КГД и КТлК.
В исполнении ДВК «Электроника Н МС 01100.1-02» в комплект входят: алфавитно-цифровой терминал 15ИЭ-00-013, блок сопряжения с микро-ЭВМ МС 1201.01 и контроллером КНГМД (MX:), сдвоенный накопитель на гибком магнитном диске «Электроника НГМД 6022», печатающее устройство УВВПЧ, 15ВВП80-002 или DZM-180. Пользовательское ПЗУ не установлено.
Исполнение ДВК «Электроника Н МС 01100.1-03» предназначено для работы в составе КУВТ-ДВК в качестве машины ученика. В состав входят: терминал 15ИЭ-00-013, блок сопряжения с микро-ЭВМ МС 1201.01 и блоком КГД. В пользовательском ПЗУ — язык Фокал.
Исполнение ДВК «Электроника Н МС 01100.1-04» аналогично исполнению «-01», но микро-ЭВМ установлена в блоке сопряжения. В состав входят: терминал 15ИЭ-00-013, блок сопряжения с микро-ЭВМ МС 1201.01. В гнездо пользовательского ПЗУ установлена прошивка с языком Бэйсик.
Исполнение ДВК «Электроника Н МС 01100.1-05» отличается от исполнения «-02» тем, что вместо накопителя «Электроника НГМД 6022» использован накопитель на 8-дюймовых дискетах «Электроника ГМД-7012» (15ВВМД-1000-003) и отсутствует плата КНГМД (MX:) так как ГМД-7012 подключается непосредственно к плате микро-ЭВМ через разъём на корпусе сопряжения.

### ДВК-2
Представляет собой ДВК-1 с подключённым дисководом ГМД-7012 и отключённым пользовательским ПЗУ.
- Объём ОЗУ — 56 килобайт.
- Внешние накопители: сдвоенный накопитель на 8-дюймовых дисках ГМД-7012, драйвер DX:

Остальные характеристики совпадают с ДВК-1.

### ДВК-2М

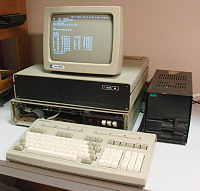
Поздний вариант ДВК-2М (МС0505)

- Процессор: МикроЭВМ MC 1201.01 на основе процессора КМ1801ВМ1 или MC 1201.02 на основе процессора КМ1801ВМ2.
- КНГМД.
- Внешние накопители: два 5-дюймовых накопителя на гибких магнитных дисках НГМД 6022 (40 дорожек) MX:.
- Алфавитно-цифровой терминал: 15ИЭ-00-013.

В этой модели ДВК было введено разделение «корзин» дисплея и собственно ЭВМ. В корзине дисплея осталось свободное место, а платы микро-ЭВМ и КНГМД были помещены в отдельную корзину, в которой оставалось ещё 2 посадочных места под полные платы.
Первые экземпляры ДВК-2М имели всего 48 килобайт ОЗУ. 8 килобайт адресного пространства были заняты микросхемой пользовательского ПЗУ с начальным загрузчиком с MX. Позднее было заменено системное ПЗУ на микроЭВМ. В него был включён начальный загрузчик с MX, в результате чего надобность в пользовательском ПЗУ отпала и объём ОЗУ вернулся к 56 килобайтам.
Контроллер КНГМД поддерживал подключение до 4 накопителей.
Возможность подключения ГМД-7012 осталась, но требовала пайки специального кабеля. Пользователи собирали подобные комплексы для переноса информации с 8-дюймовых дискет на 5-дюймовые.
В 1987 году ДВК-2М (в составе гидроакустической приставки «Рица») принимали участие в поисковой противолодочной операции «Атрина» Северного флота СССР в Саргассовом море и Атлантическом океане. Цена ДВК-2М составляла 15 600 рублей.

### ДВК-2МШ
Школьная модификация ДВК-2М для работы в качестве рабочего места преподавателя в составе учебных классов КУВТ-86 на основе Электроника БК-0010. Комплектовался контроллером последовательного канала КТЛК-4 или КТЛК-6 для организации сети класса.

### ДВК-3
ДВК-3 был собран в корпусе типа «моноблок», который совмещал в себе монитор МС 6105, источник питания У12.087.314 мощностью 250 Вт, дисководы и «корзину» с системной шиной. Отдельно подключалась клавиатура МС 7004. ДВК-3 имел в своем составе плату микро-ЭВМ «Электроника МС 1201.02» на основе процессора КМ1801ВМ2 (в керамическом корпусе), плату КНГМД, плату КСМ (контроллер символьного монитора) и плату КГД (контроллер графического дисплея).

### ДВК-3М

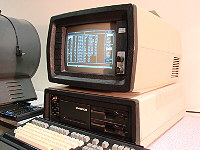
ДВК-3М

В дальнейшем, появилась модификация ДВК-3М  в составе платы микро-ЭВМ «Электроника МС 1201.03» на основе КМ1801ВМ3. С этим процессором использовался объём памяти 248 КБ. Комплектовался контроллером КЦГД (контроллер цветного графического дисплея), КМД (контроллер магнитных дисков), КЖД (контроллер жёсткого диска). Непосредственно жёсткий диск СМ 5508 имел объём 10 МБ.

### ДВК-3М2
Смонтирован в настольном алюминиевом корпусе (блок сопряжения), подобно ДВК-2, но не комплектуется дисплеем 15ИЭ-00-013. Вместо него имеет внешний монитор МС 6105 и клавиатуру МС 7004, которые подключены к контроллеру КСД. Комплектовался контроллером диска MX:.

### ДВК-4 МС0502.09
Производился с использованием платы микро-ЭВМ «Электроника МС 1201.02» или «Электроника МС 1201.03» на основе КМ1801ВМ3. Цветной монитор МС6106.01 встроен в корпус компьютера. Комплектуется дисководом типа 6121.

### ДВК-4 МС0507.04
Производился с использованием платы микро-ЭВМ «Электроника МС 1201.04» на основе КМ1801ВМ3 с оперативной памятью в 1 Мб, контроллерами дисплея КЦГД, встроенным видеомонитором МС6106.01, накопителем на гибких дисках МС5305 и жестком диске МС5401.

### Одноплатные вычислители
Все компьютеры семейства выполнены на основе одноплатных МикроЭВМ Электроника МС 1201.ХХ. Плата Микро-ЭВМ и контроллеры устанавливались в блок сопряжения «корзину» с системной магистралью (шиной) МПИ (Q-Bus).

### Электроника МС 1201
Электроника НМС 11100.1
Выполнен на микропроцессоре К1801ВМ1. Включает в себя:
- Устройство управления ОЗУ (выполнено на микросхеме К1801ВП1-030 и буфере К1801ВП1-034).
- ОЗУ 56 КБ (К565РУ3: организация 16К×1, три напряжения питания).
- системное ПЗУ ёмкостью 8 КБ (4 К слов по 16 бит).
- разъём для установки микросхемы ПЗУ (ёмкостью 8 КБ) с пользовательскими данными.

Интерфейсные средства:
- устройство подключения терминала по последовательному каналу К1801ВП1-035 (Стык С2, токовая петля 20 мА, 9600 бод).
- устройство подключения печатающего устройства по байтовому каналу К1801ВП1-033 и К1801ВП1-034 (ИРПР).
- устройство подключения накопителя на магнитных дисках «Электроника ГМД-7012» на микросхеме К1801ВП1-033.

Эта модель и МС 1201.01 выпускались в двух отличающихся схемотехнически вариантах. В раннем варианте процедура регенерации динамической памяти осуществлялась периодически специальным циклом чтения памяти по запросу ПДП контроллером К1801ВП1-034 (вернее, его обвязкой). В более позднем регенерация была сделана прозрачной, для выполнения жёстких требований при разработке приложений реального времени.
Системное (теневое) ПЗУ содержит программы пультового терминала, тесты самодиагностики, программы расширенной арифметики и начальные загрузчики с устройств «Электроника ГМД-7012» и позднее — «Электроника НГМД-6022». Пользовательское ПЗУ размещается в основном адресном пространстве, и для его использования требуется отключить один банк памяти.

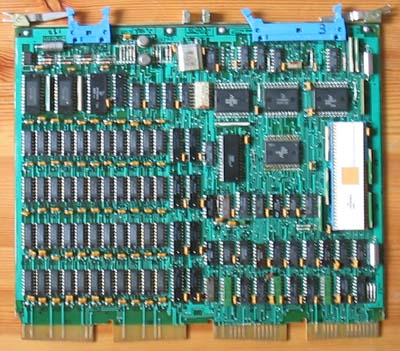
МС 1201.03

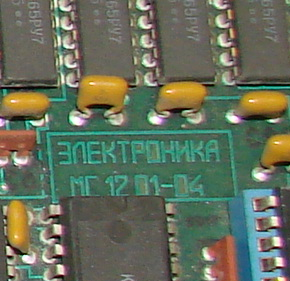
Логотип МС1201-04 на плате

### Электроника МС 1201.01
Практически аналогична МС 1201, но ОЗУ заменено на микросхемы К565РУ6, отличавшееся одиночным питанием.
Вариант микро-ЭВМ Электроника МС 1201.01-01 не имеет канала подключения накопителя на гибком 8 дюймовом магнитном диске «Электроника ГМД 7012», нет соответствующей микросхемы К1801ВП1-033 и разъёма.

### Электроника МС 1201.02
Выполнен на микропроцессоре КМ1801ВМ2. МикроЭВМ выпускалась в трёх модификациях: МС 1201.02, МС 1201.02-01 (без интерфейса УИГМД) и МС 1201.02-02 (без интерфейсов УИГМД, ИРПС и ИРПР).
Применяемые микросхемы:
- КР1801РЕ2-055 — устройство хранения программ пультового терминала.
- КР1801ВП1-035 — устройство последовательного ввода-вывода ИРПС.
- КР1801ВП1-034 и КР1801ВП1-033 — устройство байтового параллельного интерфейса ИРПР.
- КР1801ВП1-033 — устройство управления интерфейса накопителя на гибком магнитном диске УИГМД типа ГМД 7012 (DX). Имеется только в исполнении МикроЭВМ МС 1201.02.
- КР1801ВП1-013 и КР1801ВП1-034 — устройство управления ОЗУ.
- КР565РУ6 ×32 (использовалось 56 КБ из 64 КБ) или К565РУ5 ×16 (использовалось 56 КБ из 128 КБ).

Ориентировочная розничная цена: 1200 рублей.

### Электроника МС 1201.03
Выполнен на микропроцессоре КМ1801ВМ3, который имеет средства защиты памяти. Значительно повышено быстродействие (800 тысяч команд регистр-регистр в секунду). Системный контроллер КР1801ВП1-119.
Вместо микросхем К565РУ6 на плате установлены микросхемы К565РУ5, что позволило увеличить ёмкость ОЗУ до 248 КБ. Применено исправление одиночных ошибок памяти по коду Хэмминга (555ВЖ1). Однако реальное быстродействие схема исправления ошибок уменьшала на 12—15 %. Поэтому ряд экземпляров был выпущен с запаянными на месте этого контроллера перемычками.
Применен более скоростной контроллер последовательного канала КР1801ВП1-065.
Системное ПЗУ содержит загрузчики с контроллеров дисководов DX («ГМД-70», «ГМД-7012»), MX (дисководы 5,25 дюйма, «одинарная плотность записи»), MY (дисководы 5,25 дюйма, «двойная плотность записи»), DW (жёсткий диск, контроллер MFM, выпускались 5 МБ, 10 МБ и 20 МБ диски).

### Электроника МС 1201.04
Выполнен на микропроцессоре КМ1801ВМ3. ОЗУ объёмом 1 МБ на микросхемах К565РУ7.

## Контроллеры ДВК

### КСД и КСМ
Контроллер символьного монитора (КСМ) и Контроллер символьного дисплея (КСД) (МС 2711) отвечают за вывод на экран алфавитно-цифровой информации. Функционально повторяют возможности терминала 15ИЭ-00-013, отрабатывая подмножество системы команд VT52, и имеют набор символов КОИ-7Н0, КОИ-7Н1, КОИ-7Н0/1. Имеют исполнение в виде платы Q-Bus (МПИ), но потребляют с шины только питание и вырабатывают сигналы начальной установки, для чего применяется блок перезапуска процессора. Запуск схемы осуществляется от кнопки через схему гашения дребезга. Выполнены на основе микропроцессора КР580ВМ80А. К МикроЭВМ подключаются по ИРПС. В качестве внешних устройств к КСМ подключались 12-дюймовый монитор МС 6105 (аналог DEC VR201) и клавиатура МС 7004 (функциональный аналог DEC LK201).
Контроллеры КСМ отличались от КСД тем, что в них реализован блок смешения видеосигнала для платы КГД. Для КСД требовалась отдельная плата смешения.

### КГД
Контроллер графического дисплея (КГД) содержит 16 килобайт памяти (К565РУ6), включается как надстройка и позволяет выводить монохромную графику 400 × 286 точек. Совместно с контроллерами КСМ или КСД это позволяло отображать текстовую и графическую информацию. Коммутация и смешивание видеосигналов осуществляется на плате КГД, и программно можно выбрать, показывать ли только текстовый, только графический, или оба экрана.
Для платы КГД написаны множество графических программ: игры, графические редакторы, обучающие программы. Существуют версии языков Бейсик и Фокал с поддержкой КГД. Также существует драйвер электронного диска DE.SYS, позволяющий использовать память КГД как дисковое устройство. Несмотря на небольшую ёмкость, это позволяет радикально ускорить работу из-за уменьшения числа обращений к дисководам. Энтузиасты устанавливали на плату КГД микросхемы К565РУ5 вместо РУ6, что не мешало работе графического адаптера, но увеличивало ёмкость электронного диска в 4 раза, до 64 КБ.

### КНГМД
Контроллер накопителя на гибком магнитном диске (КНГМД), имеет подорожечную структуру записи и подключается в системе как устройство MX:. Первоначальный драйвер MX: обладает довольно низкой надёжностью, вскоре М. И. Потемкин и Р. А. Бронштейн создали новый драйвер, который быстро вытеснил «официальный».

### КНГМД2
Контроллер накопителя на гибком магнитном диске (КНГМД) на базе КР1818ВГ93 и К1816ВЕ751 (i8751 с УФ стиранием, «Кочан»), ФАПЧ «Оптима», аналогичного используемого в ЭВМ «Электроника 85».

### КМД
Контроллер мини-диска (КМД) «Электроника НГМД-6022» или «НГМД-6121» с посекторной записью (MY:). Выполнен на основе микропроцессора КР1801ВМ1, ПЗУ К1801РЕ1, ОЗУ К1809РУ1, интерфейс связи с МПИ КР1801ВП1-095 и КР1801ВП1-096 и микросхемы управления дисководом КР1801ВП1-097 (позднее КР1801ВП1-128).

### КЦГД
Контроллер цветного графического дисплея (КЦГД) (МС 2725) представляет собой плату расширения со своим процессором (КР1801ВМ2) и оперативной памятью на 128 КБ (16 микросхем К565РУ5). Контроллер обеспечивает разрешения:
- прогрессивная развертка (60 Гц):
  - 800×240, 2 бита (4 цвета),
  - 400×240, 4 бита (16 цветов из палитры 64 цвета),
- чересстрочная развертка (30 Гц):
  - 800×480, 2 бита (4 цвета).
  - 400×480, 4 бита (16 цветов из палитры 64 цвета).

Поддерживаемые протоколы обмена — VT100 и VT52.

### КТлК
Контроллер последовательного (телеграфного) канала КТЛК-4 (МС 4622) или КТЛК-6 применяется для организации сети класса в составе КУВТ-86. Выполнен на микросхемах КР1801ВП1-034 (селектор адреса), КР1801ВП1-055 (буфер) и КР1801ВП1-065 (контроллер последовательного порта) 4 или 6 штук, по одной в каждом канале.

### КНЖМД
Контроллер накопителя на жёстком магнитном диске. Позволяет подключать накопители 5, 10 и 20 МБ по стандарту MFM. Выполнен в виде полной платы МПИ (Q-Bus). Имеет собственный микропроцессор КМ1818ВМ01 (аналог Scientific Microsystems/Signetics 8X300), микропрограмма записана в 3 ПЗУ К1656РЕ3 (аналог Am27S29 или N82S147). Тракт MFM построен с использованием микросхем серии К1818 (аналог WD1100: К1818ВВ1 — WD1100-01; К1818ВИ3 — WD1100-03 К1818ВФ4 — WD1100-04; К1818ВВ5 — WD1100-05). В операционной системе RT-11 обслуживается драйвером DW.
Функционально аналогичный контроллер применяется в ЭВМ Электроника 85.

### Клавиатура

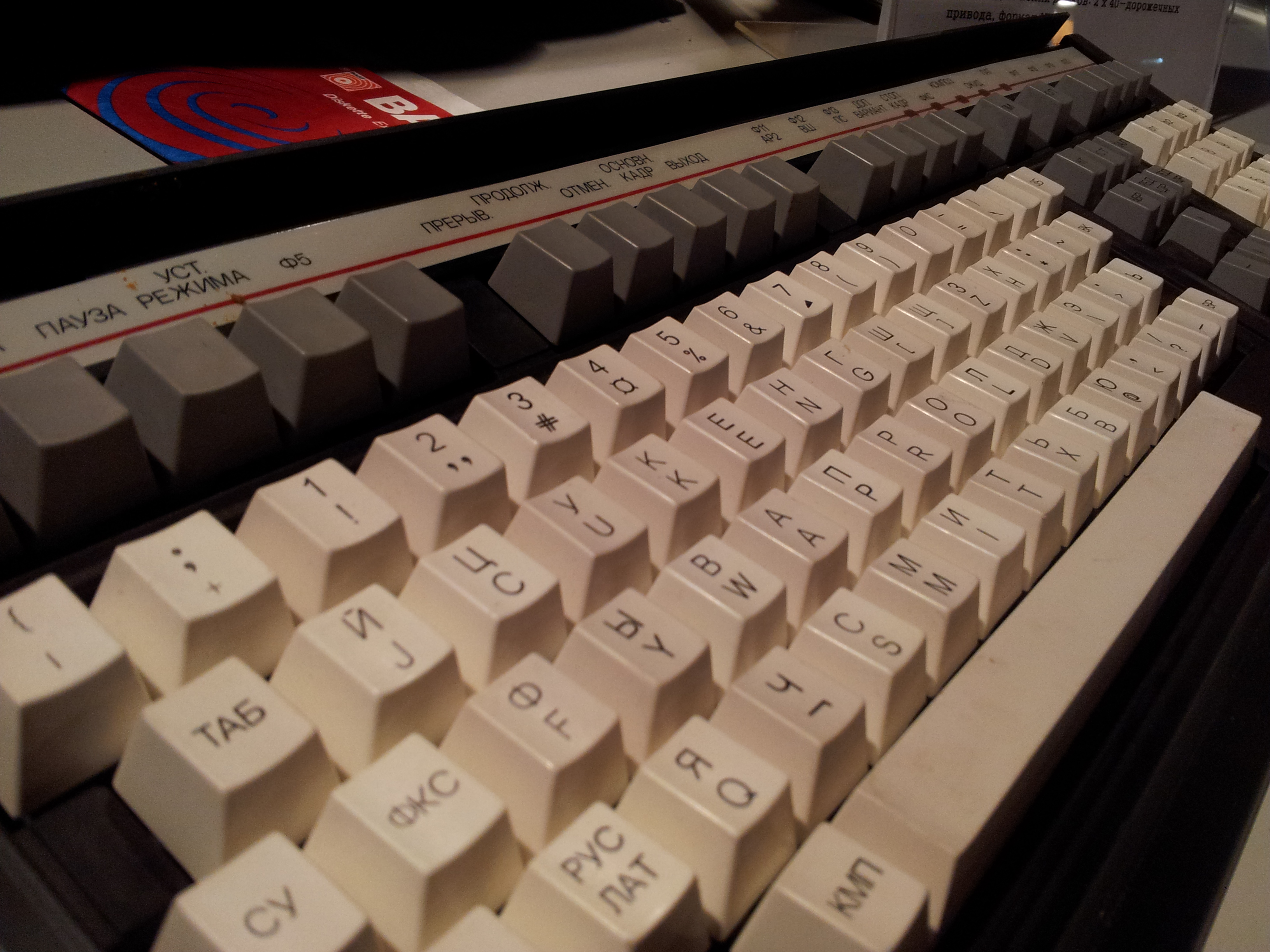
Клавиатура МС 7004

- Клавиша РУС/ЛАТ обозначает переключение языка и имеет код 168/178, но код управляющих символов определяется сложением двух чисел как в КОИ-7, так и КОИ-8 и ASCII.
- Символы 00—378 не имеют графического представления. Ввод такого символа с клавиатуры осуществляется совместно с клавишей CTRL + символа с значением на 1008 больше, например символы DC3 (код 238) = CTRL+S (код 1238); РУС (SO, код 168) = CTRL+N; ЛАТ (SI, код 178) = CTRL+O; коды с 148 по 338 переключаются на верхнем регистре.
- Клавиши ВР/НР переключают верхний/нижний (RS (код 368)/US (код 378)) регистр с прописными и строчными буквами, правда, строчные доступны только в КОИ-8. И операционные системы, и программы на коде КОИ-7 строчные буквы не выводят.

## Публикации и литература
- Дшхунян В. Л., Борщенко Ю. И., Отрохов Ю. Л., Шишарин С. А. Одноплатиые микро-ЭВМ ряда «Электроника МС 1201». // Микропроцессорные средства и системы. 1985. № 2. C. 8-13.
- Попов А. А., Хохлов М. М., Глухман В. Л. Диалоговые вычислительные комплексы «Электроника НЦ-80-20» // «Микропроцессорные средства и системы». — 1984. — № 4. — С. 61—64.
- В. С. Кокорин, А. А. Попов, А. А. Шишкевич. Книга 2. Персональные ЭВМ / под ред. Л. Н. Преснухина. — М.: Высшая школа, 1988. — 159 с. — («МикроЭВМ», в 8-ми книгах.).
- В. Ф. Аникеенко, Б. М. Киселёв, В. И. Убийконь. Программирование на микроЭВМ: Справочное пособие.. — Минск: Вышэйшая школа, 1987.
- В. Л. Горбунов, Д. И. Панфилов, Д. Л. Преснухин. Справочное пособие по микропроцессорам и микроЭВМ / под ред. Л. Н. Преснухина. — Высшая школа, 1988.
- Б. В. Шевкопляс. Книга 10. Контроль, наладка и тестирование / под ред. проф. В. Ф. Шаньгина. — Высшая школа, 1991. — (Программное обеспечение МИКРОЭВМ, в 11 книгах).